# Revî, Nedrîhailiv
Revî (în ucraineană Реви) este un sat în comuna Vilșana din raionul Nedrîhailiv, regiunea Sumî, Ucraina.

## Demografie
Componența lingvistică a localității Revî
     Ucraineană (97,89%)
     Rusă (2,11%)
Conform recensământului din 2001, majoritatea populației localității Revî era vorbitoare de ucraineană (97,89%), existând în minoritate și vorbitori de rusă (2,11%).